# Colymbetes semenowi
Colymbetes semenowi is een keversoort uit de familie waterroofkevers (Dytiscidae). De wetenschappelijke naam van de soort is voor het eerst geldig gepubliceerd in 1896 door Jakovlev.